# Планетарний науковий архів
Планетарний науковий архів (англ. Planetary Science Archive) є центральним сховищем усіх наукових та інженерних даних, отриманих місіями Європейського космічного агентства в Сонячній системі: Giotto, Huygens, Mars Express, Rosetta, SMART-1 і Venus Express, а також кількома наземними місіями спостереження за кометами. Він використовує стандарти NASA Planetary Data System як основу для форматування та структури всіх даних, що містяться в архіві. Набори даних перевіряються експертами та проходять додаткову внутрішню процедуру перевірки.
Усі дані в Планетарному науковому архіві можна завантажити та використовувати безкоштовно. Під час публікації з використанням завантажених даних необхідно вказати керівника(ів), а також Планетарний науковий архів Європейського космічного агентства.